# Reha Erdem
Reha Erdem (ascuda el 1960 a Istanbul) és un director i guionista de cinema turc.

## Biografia
Va assistir al Liceu de Galatasaray i va estudiar història a la Universitat de Boğaziçi abans de marxar a estudiar cinema el 1983. Va participar en dos tallers dels Ateliers Varan a París el 1984 on va aprendre sobre el cinema directe i va dirigir dos curts documentals. Van obtenir un B.A. en Estudis Cinematogràfics i un M.A. en Arts Plàstiques per la Universitat de París VIII.
L'enfocament crític de la masculinitat d'Erdem li dona un lloc únic entre els directors del nou cinema turc.

## Filmografia
| Cinema, televisió i vídeo | Cinema, televisió i vídeo | Cinema, televisió i vídeo | Cinema, televisió i vídeo | Cinema, televisió i vídeo | Cinema, televisió i vídeo                         |
| Any                       | Títol                     | Acreditat com a           | Acreditat com a           | Acreditat com a           | Notes                                             |
| Any                       | Títol                     | Director                  | Guionista                 | Editor                    | Notes                                             |
| ------------------------- | ------------------------- | ------------------------- | ------------------------- | ------------------------- | ------------------------------------------------- |
| 1984                      | Eric : indirect           | Sí                        | Sí                        |                           | Primer curtmetratge documental en Cinema directe. |
| 1984                      | Attendez piétons          | Sí                        | Sí                        |                           | Segon curtmetratge documental en Cinema directe.  |
| 1988                      | A Ay                      | Sí                        | Sí                        |                           | Llargmetratge de debut                            |
| 1999                      | Kaç Para Kaç              | Sí                        | Sí                        |                           |                                                   |
| 2004                      | Korkuyorum Anne           | Sí                        | Sí                        |                           |                                                   |
| 2006                      | Ekim'de Hiçbir Kere       | Sí                        | Sí                        |                           | Curtmetratge.                                     |
| 2006                      | Beş Vakit                 | Sí                        | Sí                        | Sí                        |                                                   |
| 2008                      | Hayat Var                 | Sí                        | Sí                        | Sí                        |                                                   |
| 2010                      | Kosmos                    | Sí                        | Sí                        | Sí                        |                                                   |
| 2013                      | Jîn                       | Sí                        | Sí                        | Sí                        |                                                   |
| 2013                      | Şarkı Söyleyen Kadınlar   | Sí                        | Sí                        | Sí                        |                                                   |
| 2016                      | Koca Dünya                | Sí                        | Sí                        | Sí                        |                                                   |

## Premis
- 3rs Premis Yeşilçam (March 23, 2010) - Best Director Award for Hayat Var (Won)[3]